# FC Barcelona (lední hokej)
FC Barcelona je hokejový klub z Barcelony, který hraje Španělskou hokejovou ligu. Klub byl založen roku 1972. Domovským stadionem je Palau de Gel s kapacitou 1 256 lidí.

## Historie
Tým byl založen v roce 1972 po vybudování Pista de Gel. Prvním titulem byl pohár v roce 1976. V polovině osmdesátých let byl seniorský tým rozpuštěn a zůstal pouze juniorský tým. V roce 1990 se klub vrátil do nejvyšší soutěže a poté v sezóně 1996-97 vyhrál ligové a pohárové soutěže.

## Vítězství
- Španělská liga ledního hokeje – 1986/1987, 1987/1988, 1996/1997, 2001/2002, 2008/2009, 2020/2021, 2021/2022
- Copa del Rey – 1976, 1977, 1982, 1997, 2015, 2019